# Juge sénéchal
Cet article court présente un sujet plus développé dans : Sénéchal et Justice du Royaume de France.
Un juge-sénéchal était un poste de justice dans la France de l’Ancien Régime, nommé dans chaque baronnie ou comté.